# 云崖寺石窟
云崖寺石窟，位于中华人民共和国甘肃省平凉市庄浪县，2006年5月25日公布为第六批全国重点文物保护单位，类型为石窟寺及石刻。